# Pareiorhaphis nasuta
Pareiorhaphis nasuta är en fiskart som beskrevs av Pereira, Vieira och Roberto Esser dos Reis 2007. Pareiorhaphis nasuta ingår i släktet Pareiorhaphis och familjen Loricariidae. Inga underarter finns listade i Catalogue of Life.